# Manny Manuel
Manny Manuel (Cruz Manuel Hernández Santiago de son vrai nom) est un chanteur portoricain né le 1er décembre 1972 à Orocovis.
Il faisait partie du groupe Los Sabrosos del Merengue, avant d'entamer une carrière solo en 1994.

## Biographie
Il fait partie du groupe Tempo Merenguero, puis a été chanteur et chorégraphe du duo de merengue Mayra y Celinés, et a fait partie du groupe Los Sabrosos del Merengue.
Après un premier tube, "Fiera Callada", le groupe sort l'album Sin Fronteras, incluant la reprise de Te amo de Rocío Durcal. L'album suivant, Haciendo Historia comprenait des tubes tels que "Colegiala", "Frente a Frente", etc.
Il quitte ensuite le groupe et sort son premier album solo, Rey de Corazones, disque de platine.
Il donne six concerts au Luis A. Ferré Performing Arts Center.
En 1996, il sort l'album Auténtico et donne des concerts au Guaynabo Performing Arts Center et au Roberto Clemente Coliseum. 
Il collabore notamment avec :
- Trío Los Condes
- Antonio Cabán Vale (Lo que mi Pueblo Atesora).
- Raphy Leavitt ("Payaso").
- Manuel y el Trío Borínquen (album de boléros).
- Tropical Tribute to the Beatles (Dame la mano y ven (I Wanna Hold Your Hand))
- Siempre Piel Canela (album hommage à Bobby Capó publié par Banco Popular)

En 1998 il sort l'album Es Mi Tiempo (avec les tubes "Como duele", "Margarita", et la reprise d'Alejandro Sanz, "Corazón partío"), disque d'or. Il fera une tournée en Espagne.
Il sort l'album Lleno de Vida et donne un concert au Roberto Clemente Coliseum qui sortira en CD.
En 2003, il sort Serenata, un album de reprises de chansons romantiques, nommé plus tard aux Latin Grammy Awards 2005.
En 2007, il sort l'album Tengo Tanto, qui fusionne le merengue avec d'autres rythmes de la Caraïble, tels que le vallenato.

## Discographie
- Rey de Corazones (1994).
- Auténtico (1996).
- El Trío (1997).
- Es Mi Tiempo (1998).
- Lleno de Vida (1999).
- Manny Manuel (2002).
- Serenata (2003).
- Nostalgia (2004).
- Tengo Tanto (2007).